# Mrše
Mrše este o localitate din comuna Hrpelje - Kozina, Slovenia, cu o populație de 31 de locuitori.